# ديفيد جاكوبسون
ديفيد جاكوبسون (بالإنجليزية: David Jacobson)‏ هو محامي ودبلوماسي أمريكي، ولد في 9 أكتوبر 1951 في شيكاغو في الولايات المتحدة.